# Exoristobia nikolskayae
Exoristobia nikolskayae är en stekelart som beskrevs av Sharkov 1988. Exoristobia nikolskayae ingår i släktet Exoristobia och familjen sköldlussteklar. Inga underarter finns listade i Catalogue of Life.